# Guido Ubaldo Abbatini
Guido Ubaldo Abbatini (Città di Castello, 1600 circa – Roma, 1656) è stato un pittore italiano.

## Biografia
Giovane apprendista a Roma nella bottega del Cavalier d'Arpino e poi apprezzato dai contemporanei come frescante, non fu però artista originale, adeguandosi alla maniera dei maestri con i quali si trovò a collaborare.
Assistente del Bernini, tra il 1630 e il 1650 dipinse soprattutto affreschi, su disegni del maestro, in diverse chiese romane: dal 1647 al 1652, in Santa Maria della Vittoria, porta a termine nella volta della Cappella Cornaro, che racchiude il famoso gruppo berniniano dell'Estasi di santa Teresa d'Avila, le quadrature e le decorazioni della Gloria dello Spirito Santo; nella Cappella Angelo Pio della chiesa di Sant'Agostino dipinge nel 1649 la pala dell'Assunzione di Maria Vergine e, intorno allo stesso anno, dipinge affreschi e decorazioni nella Cappella Raimondi di San Pietro in Montorio, in collaborazione con il classicheggiante Giovan Francesco Romanelli, affrescando l'anno dopo la sagrestia della chiesa di Santo Spirito in Sassia.

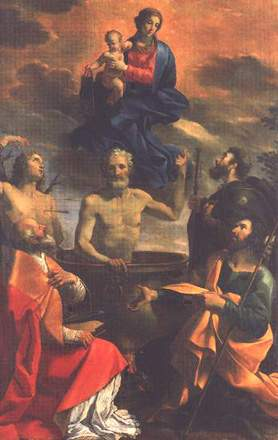
La Pala di Scheggino

Intanto, oltre a eseguire dai primi anni Trenta modeste commissioni di pitture a chiaroscuro e di marmorizzazioni nella Basilica di San Pietro, vi svolge incarichi di mosaicista, collaborando dal 1634 con il maggior artista del genere del tempo, Giovanni Battista Calandra, alla decorazione del fregio della Cappella della Madonna e dal 1644, alla morte del Calandra, ne completa la decorazione su cartoni propri. Nel 1649 restaura il mosaico della Navicella nel portico della Basilica.
In Vaticano, nella Sala di Carlo Magno, vi sono suoi affreschi datati dal 1635 al 1637, mentre nella Sala della contessa Matilde di Canossa si individuano suoi affreschi, su cartoni di Giovanni Francesco Romanelli, rappresentanti Scene della vita della contessa Matilde, eseguiti dal 1637 al 1642.
Nella chiesa di San Nicola, a Scheggino, in provincia di Perugia, gli è attribuita la pala della Madonna in gloria e santi, datata al 1644. Ancora in Umbria dipinge nel 1654 una serie di affreschi su commissione del cardinale Fausto Poli, per la chiesa di San Fortunato a Poggioprimocaso, presso Cascia.
Verso il 1653 gli viene affidata, ancora per la Basilica di San Pietro, la commissione di decorare a mosaico la Cappella del Sacramento mentre dal 1654 decora, su disegni di Pietro da Cortona, la volta della cupolina della Cappella di San Sebastiano.
Poche altre opere, ma prestigiose in virtù della committenza, gli sono attribuite: due ritratti di Urbano VIII, uno nella Galleria nazionale d'arte antica a Roma e un altro in collezione privata, i ritratti di Innocenzo X e del cardinale Rinaldo d'Este, conservati in collezioni private e quello del cardinale Francesco Barberini, nel palazzo Chigi ad Ariccia, presso Roma. Si conservano alcuni suoi disegni nella Biblioteca comunale di Urbania.
Fu anche autore di disegni da cui furono tratte incisioni, come quelle che ornano la prima pagina del libro Aedes Barberinae ad Quirinalem a Comite Hieronymo Tetio Descriptae, pubblicato da Girolamo Teti nel 1647, già proprietà della regina Cristina di Svezia e, dal 1987, nella National Gallery of Art di Washington.